# لارا دشتي
لارا دشتي (24 يناير 2004) هي سباحة كويتية، مواليد مدينة الكويت. في دورة الألعاب الأولمبية الصيفية 2020، كانت لارا واحدة من حاملي علم الكويت إلى جانب الرامي طلال الرشيدي، وكانت أول امرأة تحمل علم الكويت في أي دورة أولمبية. شاركت لارا في سباق 50 متر سباحة حرة للسيدات.